# SBS6
SBS6은 네덜란드의 민영 방송국이며, 1995년부터 방송을 시작하였다. 네덜란드 민영 미디어 그룹 Talpa Media가 33%, 핀란드 민영 미디어 그룹 Sanoma가 67%의 주식을 소유하고 있다.
스칸디나비아의 방송 그룹인 SBS 브로드캐스팅 그룹에서 1995년에 네덜란드에서 개국하였으며 이는 네덜란드의 3번째 민영 상업 방송국이 되었다. 이후 자매 채널로 NET5가 1999년 3월 1일, 2003년 Veronica가 개국되었다.
이후 SBS 브로드캐스팅 그룹이 2007년 6월 27일 독일의 미디어 그룹 ProSiebenSat.1 미디어에 합병되었다가 이후 2011년 자매채널인 NET5, Veronica와 함께 Talpa Media, Sanoma에 매각되었다. 2015년 1월 1일 SBS6은 서브 채널인 SBS9를 개국하면서 현재에 이르게 되었다.